# Hans Albert Einstein
Hans Albert Einstein (Bern, 14 mei 1904 – Woods Hole, Massachusetts, 26 juli 1973) was een professor in de hydraulica aan de Universiteit van Californië - Berkeley en was de oudste zoon van de theoretisch natuurkundige Albert Einstein (1879-1955) en zijn eerste vrouw Mileva Marić (1875-1948).

## Familie
Hans Albert werd geboren in Bern, Zwitserland waar zijn vader Albert Einstein werkte als leraar aan een universiteit. Zijn jongere broer Eduard (1910-1965) is geboren in 1910. Zijn ouders scheidden in 1919.
Hans Albert trouwde met Frieda Knecht in 1927. Zij hadden drie kinderen, te weten Bernhard Caesar (1930-2008), Klaus Martin (1932-1938) en Evelyn (geboren 1941, een geadopteerd kind). Frieda overleed in 1958 en vervolgens trouwde hij met Elizabeth Roboz.

## Carrière
Hans Albert behaalde zijn diploma in Civiele Techniek en een doctoraal in de technische wetenschappen aan de Eidgenössische Technische Hochschule in Zürich in 1926. Hij werkte in Dortmund, Duitsland als ingenieur in de materiaalkunde. Van 1931 tot 1938 werkte hij als onderzoeker bij het toen net opgerichte Versuchsanstalt für Wasser- und Erdbau (Laboratorium voor waterbouw en geotechniek) van de ETH. Daar kreeg hij in 1936 zijn doctorstitel voor zijn proefschrift "Der Geschiebetrieb als Wahrscheinlichkeitsproblem” (sedimenttransport als waarschijnlijkeidsprobleem) wat beschouwd wordt als een van de toonaangevende studies op het gebied van sedimenttransport.
In 1938 is hij op advies van zijn vader naar de Verenigde Staten geëmigreerd.
Zijn voornaamste werk deed hij ook daar op het gebied van het transport van sediment door stromend water. Hij werkte in eerste instantie bij het Agriculture Experiment Station in Clemson, South Carolina (1938–1943), en later voor het U.S. Department of Agriculture Cooperative Laboratory bij het California Institute of Technology in Californië. Hij werd in 1947 universitair docent bij de Universiteit van Californië - Berkeley in 1947 en werd daar later professor in de Hydraulica. Hij ging in 1970 met pensioen.
Hans Albert overleed tijdens een bezoek aan het Woods Hole Oceanographic Institute in Massachusetts aan een hartaanval in 1973 en ligt begraven in Massachusetts in de VS.

## Varia
Vanwege zijn belang op het gebied van onderzoek naar sedimenttransport in water heeft de American Society of Civil Engineers in 1988 een prijs ingesteld, de "Hans Albert Einstein Award", die gegeven wordt aan onderzoekers die een belangrijke bijdrage aan dit vakgebied hebben geleverd.

## Enkele publicaties
- Formulas of the transportation of bed load (1942), transactions Am Soc. Civil Engineers, 107(1), 561-577
- Determination of Rates of Bed-load Movement (1948)[4]
- The bed load function for sediment transportation in open channel flows (1950)[5]